# رودولفو غونزاليس (ملاكم)
رودولفو غونزاليس (بالإنجليزية: Rodolfo Gonzales)‏ كان ملاكم أمريكي سابق صنّف ضمن فئة الوزن الخفيف.

## إحصائيات
خاض خلال مسيرته 75 نزالا، فاز في 63 وتعادل في 1 وخسر في 11. فاز بالضربة القاضية في 11 نزالا.

## روابط خارجية
- رودولفو غونزاليس على موقع IMDb (الإنجليزية)
- رودولفو غونزاليس على موقع الموسوعة البريطانية (الإنجليزية)
- رودولفو غونزاليس على موقع ميوزك برينز (الإنجليزية)
- رودولفو غونزاليس على موقع ديسكوغز (الإنجليزية)
- رودولفو غونزاليس على موقع قاعدة بيانات الفيلم (الإنجليزية)
- رودولفو غونزاليس على موقع كينوبويسك (الروسية)
- رودولفو غونزاليس على موقع بوكس ريك (الإنجليزية) (registration required)